# 우치마 야스미치
우치마 야스미치(일본어: 内間 安路, 1984년 9월 10일 ~ )는 일본의 전 축구 선수이다.

## 구단 경력
과거 사간 도스, 가이나레 돗토리에서 활동하였다.